# داحس
دَاحِس (بالإنجليزية: Whitlow)‏ أو (بالإنجليزية: felon)‏ هوَ التِهاب قَيحي يُصيب إصبع اليَد أو القَدم وخاصةً نهايتهما الطَرفية أو حول الظُفر، وَيعتبر الداحِس الهربسي وَالداحِس المِيلاني الأنواع الفَرعية للداحِس، وغالباً ما يُظهر الداحس ألم نابِض.
غالباً ما تُشير كلمة داحِس إلى الداحِس الهربسي، وذلك على الرغم من وجود الداحِس المِيلاني الذي يُشبه الورم المِيلانيني النَّمشي بالنهايات، وغالباً ما يتم الخَلط بين الداحِس وبين التقرح حول الظفري الذي يعتبر التهاب قيحي حول أو بجانب الظفر.

## التسمية

### الإنجليزية
- مُصطلح (whitlow) مُشتقة من الكَلمة الإسكندنافية (whickflaw) والتي تحتوي على مقطعين الأول (quick) والذي يَعني بقعة حساسة، والثاني (flaw) والذي يعني عَيب أو خلل.[6][7]
- مُصطلح (Felon) قادم من الفَرنسية القَديمة المُشتقة من اللاتينية، حيثُ مقطع(fel) يعني الصفراء والتي تُشير إلى المحتوى السام للخُراج.[8]

### العربية
كلمة داحِس هي فاعل من الفِعل دَحِسَ وَجمعُها دواحِس، وفعل دَحِسَ يعني "أدخلهُ بين الجِلد واللحم"، ويُعرف الداحِس حسب معاجم اللغة العربية بأنهُ بَثرة تظهر بين الظُّفر واللحم فينقلع منها الظفر، وعندما يُقال أصيب أُصبعه بالدَّاحس؛ أي وَرَم وَتقيُح في الأُصبع.